# ハンス・ヴォルフ

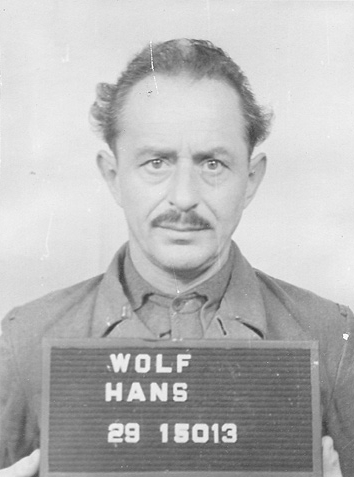
ハンス・ヴォルフ（1947年4月）

ハンス・ヴォルフ（ドイツ語: Hans Wolf, 1902年5月18日 - 1948年11月19日）は、ナチス・ドイツ時代の強制収容所における収容者組織（収容者による収容所運営への協力組織）の隊員。ブーヘンヴァルト強制収容所の収容者であり、トレグリッツ外部収容所（Außenlager Tröglitz）にて先任収容者（Lagerältester）の役職を務めた。

## 経歴
1902年、リューカーズビュール（Rückersbühl）に生を受ける。1942年末、恐らくは通常の犯罪者囚人としてブーヘンヴァルト収容所に送られる。当初は砕石場での作業に従事しており、また後に主張したところによればブロック46で行われた発疹チフス実験にも発端者として参加したという。その後、鉄道作業班（Eisenbahnkommando）における監督員（カポ、 Kapo）としての勤務を経て、1944年5月から1945年4月12日にかけて先任収容者としてブーヘンヴァルト収容所の付属収容所に派遣され、ヴィリー（Wille）というコードネームで勤務した。監督員たるヴォルフの元、囚人らは空襲で破壊されたBRABAG社工場の復旧工事に参加させられた。彼らの労働環境・生活環境は劣悪で、また食事等の供給にも問題があり、1944年6月から1945年4月初頭までに少なくとも5,871名の囚人が死亡した。
敗戦後、ヴォルフは連合国軍によって逮捕され、ダッハウ裁判のブーヘンヴァルト主要裁判において他の30名と共に起訴を受けた。彼は連合国軍の捕虜を虐待して食料を奪ったことについて訴えられたほか、彼が軽微な違反でも囚人を殴打しており、囚人の虐待についてSS隊員から報酬を受け取っていたとの目撃証言もあった。収容所付医師のエドウィン・カッツェンエレンボーゲンさえもヴォルフの行いを非難する証言を行い、ヴォルフには頭部外傷やてんかんの影響があったのだと述べた。ヴォルフ自身は自らが敬虔なユダヤ教徒たる囚人に過ぎず、また2人のアメリカ兵に私服を与え脱走させたこともあると主張した。1947年8月14日、ヴォルフの「ブーヘンヴァルト収容所運営への協力及び参加」の罪について絞首刑による死刑が宣告された。同年11月19日、ランツベルク戦犯収容所にて絞首刑が執行された。